# Acqua/Banda clandestina
Acqua/Banda clandestina è un 45 giri di Loredana Bertè, pubblicato nel 1985 in Italia.

## Descrizione
Acqua, scritto da Bruno Lauzi, su musica originale del compositore brasiliano Djavan, al quale è dedicato l'intero album Carioca, ebbe un grande successo, raggiungendo il picco massimo della tredicesima posizione dei singoli più venduti.
La stessa Bertè definisce il brano come «un pezzo corale di spirito pacifista» il cui videoclip (che ritrae la Berté all'apice della sua sensualità) viene girato proprio in Brasile e scelto anche come sigla d'apertura del Festivalbar '85, nella cui finale all'Arena di Verona si esibisce con la sua band in uno speciale mini-concerto interamente dal vivo.
Banda clandestina, brano pop scritto da Enrico Ruggeri, sempre adattato su musica originale di Djavan, era il lato b del disco. Entrambi i brani sono contenuti nell'album Carioca.

## Tracce
Lato A
1. Acqua – 4:16 (Bruno Lauzi e Djavan)

Lato B
1. Banda clandestina – 3:09 (Enrico Ruggeri e Djavan)

## Classifiche
| Classifica (1985) | Posizione Massima |
| ----------------- | ----------------- |
| Italia (FIMI)     | 13                |